# Museu de Arqueologia e Paleontologia de Araraquara
O Museu de Arqueologia e Paleontologia de Araraquara (MAPA) é um museu de caráter educativo e científico localizado no município de Araraquara. O MAPA pode ser visitado na Avenida Voluntários da Pátria, 1485 (esquina com a Avenida Portugal, no centro.

## Museu de Arqueologia e Paleontologia de Araraquara (MAPA)
A Sala "Padre Giuseppe Leonardi", que homenageia o padre e paleontólogo Dr. Giuseppe Leonardi, abriga a exposição permanente de Paleontologia (denominada "Areias do Passado, Marcas no Presente"). O Dr. Giuseppe Leonardi (italiano nascido em Veneza, mas naturalizado brasileiro) foi o pioneiro nos estudos das pegadas fósseis encontradas nas calçadas da cidade de Araraquara, colocando o nome da cidade no mapa internacional da Paleontologia.

### Acervo paleontológico

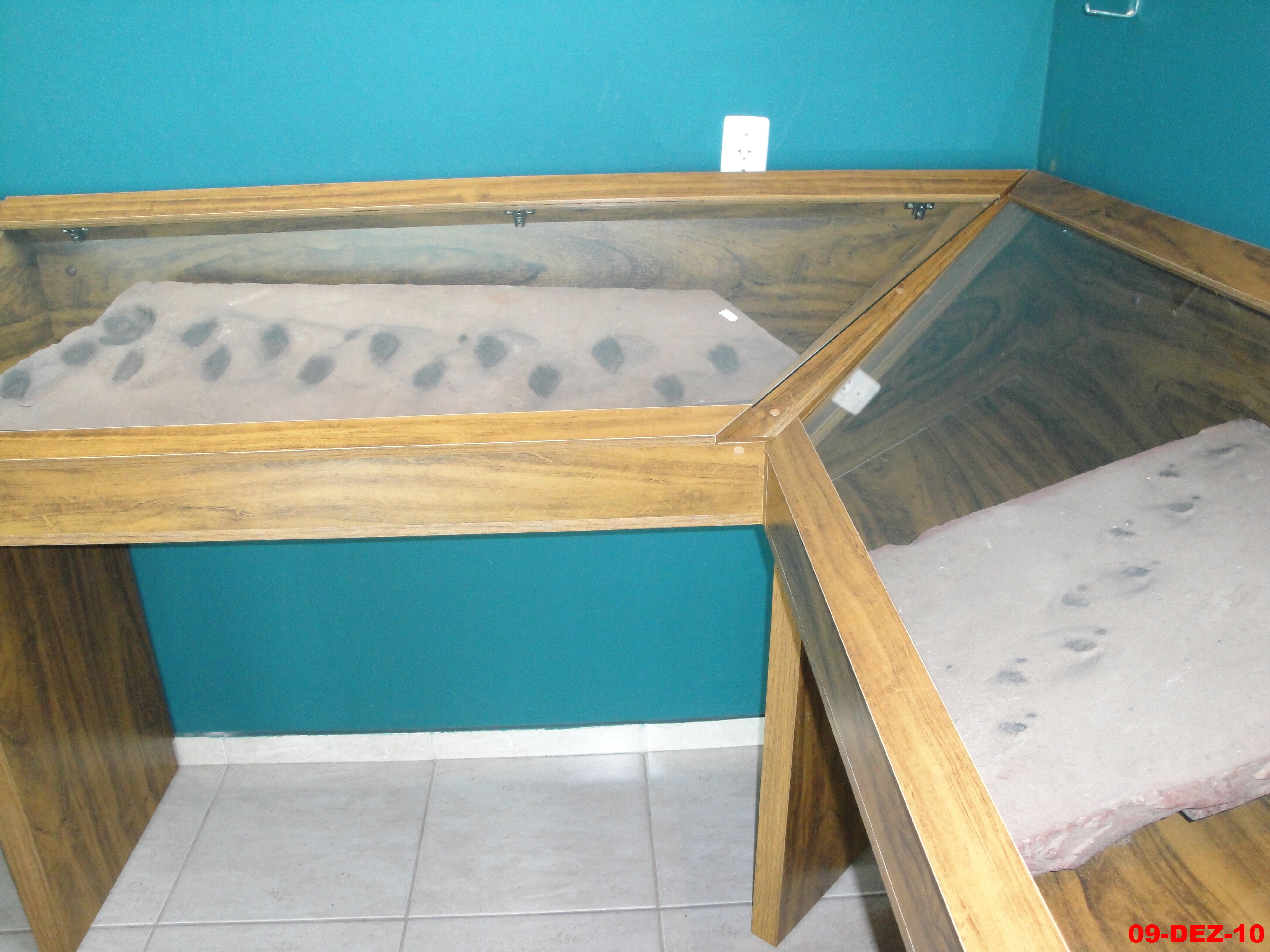
Exposição permanente de Paleontologia

O acervo do Museu de Arqueologia e Paleontologia de Araraquara é voltado para a coleção de icnofósseis (pegadas de dinossauros e mamíferos e traços de invertebrados) presentes em lajes de arenito eólico provenientes da Formação Botucatu . Estas lajes são oriundas da exploração comercial de pedreiras de arenito da região do município de Araraquara. As rochas conhecidas como "Arenito Botucatu" são derivadas da litificação (processo de compactação e cimentação) da areia acumulada na região durante o início do Período Cretáceo. O Museu ainda apresenta espécimes fósseis (tanto originais, quanto réplicas) de várias outras localidades e períodos geológicos.